# 완벽한 가족 (드라마)
《완벽한 가족》은 2024년 8월 14일부터 2024년 9월 19일까지 방영된 KBS 2TV 수목 드라마다.

## 방송 시간
| 방송 채널 | 방송 기간                         | 방송 시간                       | 방송 분량 |
| --------- | --------------------------------- | ------------------------------- | --------- |
| KBS 2TV   | 2024년 8월 14일 ~ 2024년 9월 19일 | 매주 수 ~ 목 밤 9시 50분 ~ 11시 | 70분      |

## 기획 의도
누가 봐도 행복하고 완벽한 가족이 딸의 살인으로 인해 점점 서로를 의심하기 시작하는 미스터리 드라마

## 제작진

### 제작사
- 빅토리콘텐츠

### 작곡
- 조윤정
- 최갑원

### 극본
- 최성걸

### 연출/각색
- 유키사다 이사오 : 영화 《해바라기》(감독), 영화 《갇혀진 고통》(공동각본&감독), 영화 《GO》(감독), 영화 《사치스런 뼈》(감독), 영화 《잼 필름스》(공동각본&공동연출), 영화 《로큰롤 미싱》(공동각본&감독), 영화 《저스티스》(감독), 영화 《7번째 생일》(감독), 영화 《세상의 중심에서 사랑을 외치다》(공동각본&감독), 영화 《북의 영년》(감독), 영화 《오늘의 사건 사고 a day on the planet》(공동각본&감독), 영화 《봄의 눈》(감독), 영화 《머나먼 하늘로 사라진》(감독), 영화 《초콜릿이 본 세계》(감독), 영화 《퍼레이드》(각본&감독), 영화 《그 남자가 아내에게》(감독), 영화 《카멜리아》(공동연출), 영화 《여자는 두 번 플레이 한다 - 순조로운 여인》(감독), 영화 《여자는 두 번 플레이 한다 - 장대비 여인》(감독), 영화 《여자는 두 번 플에이 한다 - 꿈의 여인》(감독), 영화 《여자는 두 번 플레이 한다 - 목요일의 여인》(감독), 영화 《클로즈드 노트》(공동각본&감독), 영화 《츠야의 밤》(각본&감독), 영화 《원탁의 가족》(감독), 일본 WOWOW 6부작 주말 미니시리즈 《헤이세이 원숭이와 게의 전쟁》(감독), 영화 《내일까지 5분 전》(감독), 영화 《핑크와 그레이》(공동각본&감독), 영화 《뷰티풀》(감독), 영화 《사랑과 욕망의 짐노페디》(감독), 영화 《아름다운 사람, 잘 지내요?》(감독), 영화 《나라타주》(감독), 영화 《리버스 엣지》(감독), 영화 《잇촌 스칸》(감독), 영화 《극장》(감독), 영화 《궁지에 몰린 쥐는 치즈 꿈을 꾼다》(감독), 영화 《리볼버 릴리》(감독) 연출

## 등장 인물
- (†) 표시는 드라마 상에서 최종적으로 사망한 인물이다.

### 주요 인물
- 김병철 : 최진혁 (40대, 남) 역 - 선희의 양아버지, 은주의 남편.
- 윤세아 : 하은주 (40대, 여) 역 - 선희의 양어머니, 진혁의 아내.
- 김영대 : 박경호 (18세, 남) 역 (†) - 선희와 현우의 오랜 친구.
- 박주현 : 최선희 (18세, 여) 역 - 은주와 진혁의 양딸, 경호와 현우의 친구. 현민의 친딸.
- 윤상현 : 최현민 (40대, 남) 역 - 지난 날의 악연으로 선희 가족들의 약점을 집요하게 파고드는 인물. 선희의 친부.
- 최예빈 : 이수연 (18세, 여) 역 - 보육원 시절 선희의 친구
- 이시우 : 지현우 (18세, 남) 역 - 선희와 경호의 친구

### 한서 경찰서 사람들
- 김도현 : 신동호 역 - 한서경찰서 강력반 형사, 성우의 직장 상사.
- 김명수 : 이성우 역 (†, 특별 출연) - 한서경찰서 강력반 형사, 신 형사의 후배이자 파트너.

### 그 외 인물들
- 김창완 : 김 집사 역 - 한 여사 집안의 집사, 20여 년 동안 한 여사와 진혁을 봐 온 사람으로 누구보다 이 가정의 행복을 빌고 있다.

### 기타 인물
- 전국향 : 한 여사 역 - 진혁의 어머니.
- 박상훈 : 최상호 역 (†) - 진혁과 은주의 친아들.

## 시청률
최저 시청률과 최고 시청률은 시청률 조사회사와 지역별로 시청률에 차이가 있을 수 있습니다.
| 2024년 | 2024년   | 2024년         | 2024년       | 2024년 |
| 회차   | 방송일   | AGB 시청률     | AGB 시청률   |        |
| 회차   | 방송일   | 대한민국(전국) | 서울(수도권) |        |
| ------ | -------- | -------------- | ------------ | ------ |
| 제1회  | 8월 14일 | 2.6%           | 2.2%         |        |
| 제2회  | 8월 15일 | 2.5%           | -            |        |
| 제3회  | 8월 21일 | 3.0%           | 2.9%         |        |
| 제4회  | 8월 22일 | 2.3%           | -            |        |
| 제5회  | 8월 28일 | 2.7%           | 2.6%         |        |
| 제6회  | 8월 29일 | 2.5%           | -            |        |
| 제7회  | 9월 4일  | 2.7%           | 2.4%         |        |
| 제8회  | 9월 5일  | 2.6%           | -            |        |
| 제9회  | 9월 11일 | 2.9%           | 2.6%         |        |
| 제10회 | 9월 12일 | 2.8%           | 2.6%         |        |
| 제11회 | 9월 18일 | 1.8%           | -            |        |
| 제12회 | 9월 19일 | 3.1%           | -            |        |

## 참고 사항
- 김영대, 최예빈은 SBS 금요 드라마 《펜트하우스 3》 이후 3년 만에 재회하여 캐스팅 되었다.
- 김병철, 윤세아는 JTBC 금토 드라마 《SKY 캐슬》 이후 6년 만에 재회하여 캐스팅 되었다.